# Pseudoporrhopis granum
Genre
Espèce
Pseudoporrhopis granum, unique représentant du genre Pseudoporrhopis, est une espèce d'araignées aranéomorphes de la famille des Thomisidae.

## Distribution
Cette espèce est endémique de Madagascar.

## Description
La femelle holotype mesure 3 mm.

## Publication originale
- Simon, 1886 : Espèces et genres nouveaux de la famille des Thomisisdae. Actes de la Société linnéenne de Bordeaux, vol. 40, p. 167-187 (texte intégral).